# بوزيدار أفراموف
بوزيدار أفراموف مواليد 8 مارس 1990 في فارنا، هو لاعب كرة سلة بلغاري. بدأ مسيرته الاحترافية في سنة 2006. يلعب مع نادي أكاديميك لكرة السلة في الدوري البلغاري الوطني لكرة السلة كلاعب هجوم خلفي.

## المسيرة الاحترافية
لعب مع فالنسيا باسكت في الدوري الإسباني من سنة 2007 إلى 2010، ثم لعب مع نادي أولمبيا لاريسا لكرة السلة في سنة 2010، ثم لعب مع نادي أكاديميك لكرة السلة من سنة 2010 إلى 2014، ثم لعب مع يوفي كازيرتا باسكت في الدوري الإيطالي في موسم 2014–2015، ثم لعب مع سي إس يو بلويشت في سنة 2015، ثم لعب مع نادي أكاديميك لكرة السلة في سنة 2015.

## روابط خارجية
- بوزيدار أفراموف على موقع الاتحاد الدولي لكرة السلة (الإنجليزية)
- بوزيدار أفراموف على موقع الدوري الإسباني لكرة السلة (الإسبانية)
- بوزيدار أفراموف على موقع كرة السلة الأوروبية.كوم (الإنجليزية)
- بوزيدار أفراموف على موقع ريلجم (الإنجليزية)
- بوزيدار أفراموف على موقع بروبوليرز (الإنجليزية)
- بوزيدار أفراموف على موقع سبورتس رفرنس (الإنجليزية)